# Ejército Británico
El Ejército Británico (en inglés: British Army) es la fuerza defensiva y ofensiva de 198 940 soldados regulares (2022), de los cuales 29 630 son reservistas. A estos efectivos se añaden los 2780 de la Brigada de Gurkhas). El Ejército Británico cuenta con 386 tanques de combate de última generación Challenger 2, 575 vehículos de combate de infantería Warrior, 4000 carros acorazados de transporte de tropas, 10 000 Land Rover, 400 piezas de artillería, 290 aviones y helicópteros.[cita requerida] El arma individual primaria es el SA80, fabricada por BAE Systems. En la actualidad el SA80A2 está ganando popularidad, puesto que es un arma fiable y de alta prestación, además de que se le puede añadir un lanzagranadas de 40 mm.

## Estructura
La estructura del ejército es compleja: está dividido en el Ejército Regular (soldados en servicio permanente) y el Ejército Territorial (soldados pagados a tiempo parcial). En términos de estructura militar, está dividido en cuerpos, divisiones y brigadas.
Los regimientos son la parte fundamental del Ejército británico. Son las mayores unidades permanentes de los cuerpos. Normalmente los regimientos o batallones están mandados por un teniente coronel y constan de 700 soldados.
Un batallón típico se divide así:
- Compañía o escuadrón: 100 soldados comandados por un mayor.
- Sección: alrededor de 30 soldados comandados por un teniente.
- Pelotón orgánico: 8 soldados comandados por un sargento y uno o dos cabos.

## Regimientos y unidades destacados
- Servicio Aéreo Especial (SAS): es el principal grupo de operaciones especiales del Reino Unido. Creado durante la Segunda Guerra Mundial es ahora una de las fuerzas de operaciones especiales más famosas del mundo. Este regimiento es el más pequeño de todo el Ejército británico, pero atrae a un montón de curiosos y a la prensa, habiendo combatido en las Malvinas, Omán, Malasia, Irak, Rusia, Kuwait, Irlanda del Norte, Indonesia... El SAS se compone de las siguientes unidades:
- 21 SAS
- 22 SAS
- 23 SAS

El lema del Regimiento es Who dares win: "Quien se atreve, gana".
- Regimiento de Paracaidistas

Es el regimiento de infantería de la tropa aerotransportada del Ejército británico. En comparación con los paracaidistas de otros países, se consideran una fuerza de élite por la dureza de la selección y del entrenamiento. Está organizado en tres batallones y en un batallón del Ejército Territorial.
- 1PARA (disuelto)
- 2PARA
- 3PARA
- 4PARA (TA)
  - El 1 PARA ha sido recientemente disuelto en términos formales, pero integrado en el SFSG "Special Forces Support Group", en español Grupo de Apoyo a las Fuerzas Especiales integrantes de UKSF (United Kingdom Special Forces), aunque en caso de conflicto convencional se volvería a crear.

La unidad se creó en la II Guerra Mundial como comandos especiales y entró en servicio como 2.º Comando especializado en operaciones aerotransportadas.

## Algunas operaciones
- Conflicto en Malvinas (1982)

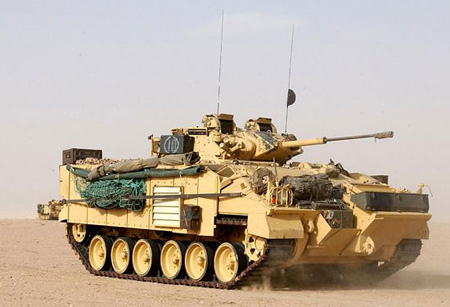
Vehículo de combate de infantería Warrior en Irak.

En abril de 1982 las tropas de Argentina desembarcan y capturan las islas Malvinas. siendo recuperadas por el Reino Unido en junio de dicho año. 
- Operación Palliser (2000)

En el año 2000 el primer batallón de paracaidistas fue desplegado para evacuar ciudadanos británicos, de la Unión Europea o de la Commonwealth si los rebeldes capturaban la ciudad de Freetown. Después de la evacuación, el Ejército británico realizó tareas de control de Freetown y también del aeropuerto bajo mandato de la ONU.
- Invasión de Afganistán (2001-2021)

En 2001 Estados Unidos, Reino Unido y otros países (ISAF) colaboran para derrocar al régimen talibán. Unidades de las SAS participan en la guerra, ya que están preparadas para la lucha contra el terrorismo. Actualmente el Reino Unido mantiene un importante contingente en la región.
- Operación Telic (2003)

El Ejército británico lucha junto al de los Estados Unidos en una operación para terminar con el régimen de Sadam Hussein. Miles de soldados británicos son desplegados en el sur de Irak y se adueñan de las principales ciudades del sur, como Basora y la salida del mar iraquí, el Shat el Arab, una rica región petrolífera.

## Fuerzas actualmente desplegadas
- Belice: tropas británicas se entrenan en esa zona 6 veces al año, lo que permite a la tropa entrenarse en la jungla.
- Bosnia: misión para mantener el orden y la paz bajo mando de la ONU; mantiene un contingente de 3000 soldados de los 23.000 de la SFOR.
- Brunéi: el clima y la zona son un medio perfecto para que los soldados británicos se entrenen en un ambiente de jungla.
- Canadá: lugar de entrenamiento para las tropas británicas. Cada año regimientos luchan en ejercicios contra el "enemigo"... Están equipados con carros de combate Challenger 2 y vehículos de combate de infantería Warrior.
- Chipre: allí existen dos bases que son territorio dependiente del Reino Unido, Akrotiri y Dhekelia. Están destacados allí varios batallones, con helicópteros Gazelle.
- Malvinas: en la actualidad 500 soldados están destinados en la zona; tienen misión de defensa en una hipotética invasión de Argentina
- Alemania: alrededor de 27 500 soldados están estacionados en Alemania, equipados con 300 carros de combate Challenger 2, 96 AS90 y 18 MLRS.
- Gibraltar: hay un regimiento permanente formado por personal de la colonia "The Royal Gibraltar Regiment".
- Kenia: existe una fuerza de paz y también sirve como lugar de entrenamiento para los soldados. Cada invierno se realiza el ejercicio Gran Prix para que los soldados puedan practicar en todo tipo de condiciones climáticas.
- Kosovo: despliegue británico para el operativo de paz KFOR.
- Medio Oriente: despliegue de soldados en Irak.
- Irlanda del Norte: desplegados para mantener el orden, dentro del plan del Gobierno británico para que el Norte de Irlanda vuelva a la normalidad; poco a poco se ha ido reduciendo el número de soldados en la zona.
- Sierra Leona: ayuda a crear un ejército nacional para Sierra Leona.

## Material

### Armas de infantería
- SA80: Fusil de asalto.

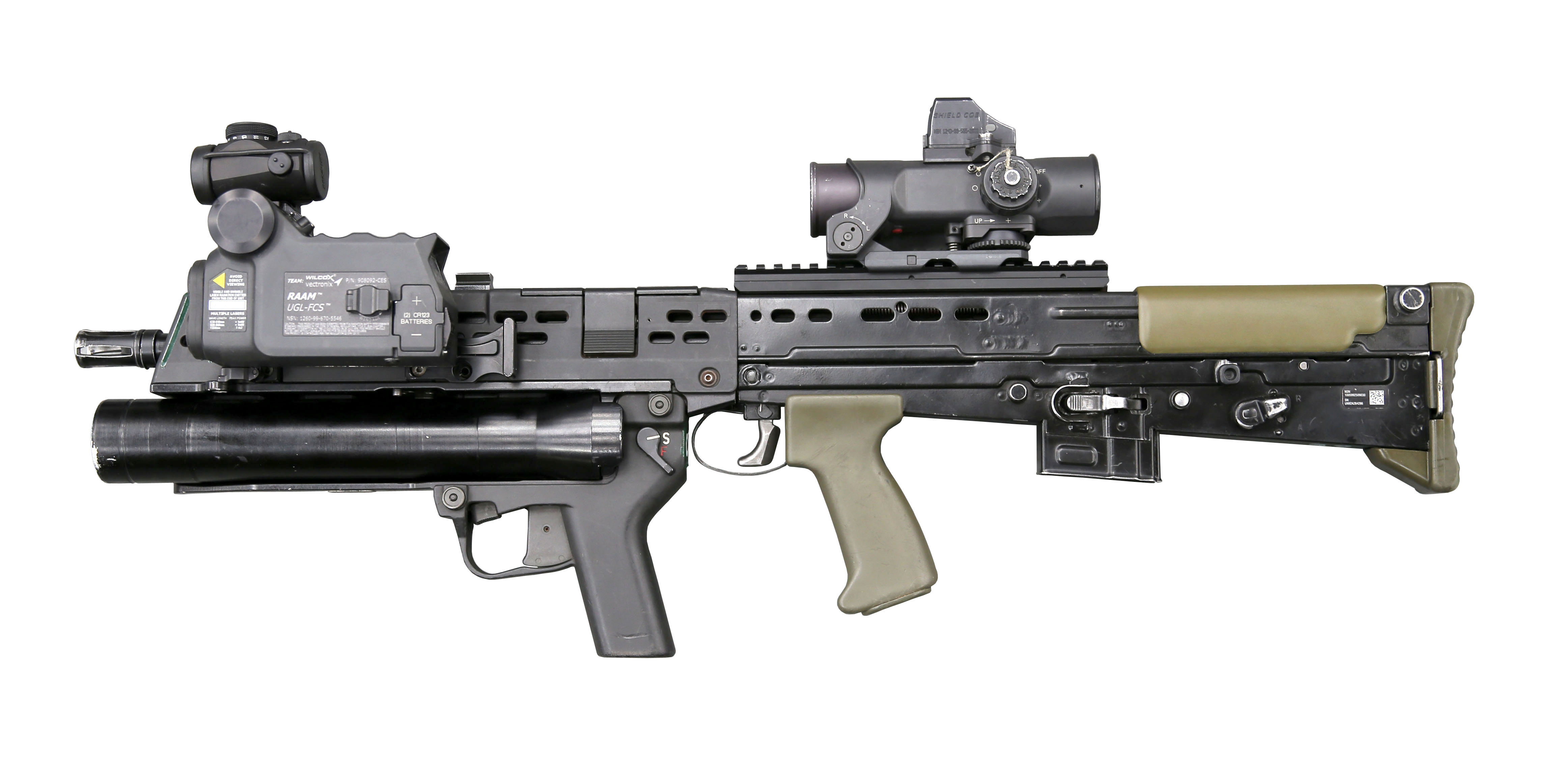
L85A2 con lanzagranadas acoplado

- L86A2 LSW: Arma personal de la familia del SA80, con mayores y mejores prestaciones, calibre 5,56 OTAN.
- FN Minimi: Ametralladora ligera en servicio en el Ejército británico, calibre 5,56, proporciona mayor fuerza de disparo a los pelotones.
- L7A2 GPMG: Ametralladora usada como arma de supresión, cuando está montada sobre un trípode, calibre de 7,62 mm OTAN, también suele ser montada en los vehículos Land Rover y Quads.
- Browning M2: Ametralladora pesada de 12,7 mm.
- L96: Rifle de francotirador. Alcance hasta de 1100 m, suele utilizarse con miras telescópicas de x20 o x40; se emplea con el rifle de largo alcance L115A1 usando munición de 8,69 mm, para minimizar el efecto del viento en objetivos a larga distancia.
- AW50F: Rifle antimaterial, sirve a los francotiradores para destruir con seguridad minas u otros objetos a larga distancia.
- L9A1: Mortero de 51 mm. Puede ser cargado y disparado por una persona.
- L16A2: Mortero de 81 mm. Mortero medio, es operado por 3 personas y sirve para destruir vehículos; suele ir montado en vehículos acorazados FV432.
- MILAN: Misil antitanque, es un arma que requiere 2 personas y es operado por un tubo que se dirige y se hace fuego sobre el objetivo.

### Vehículos blindados
- Challenger II MBT: Vehículo principal de combate del ejército, está equipado con un cañón de 120 mm.
- FV510 Warrior: Familia de carros blindados, puede transportar soldados en la parte trasera, con un cañón de 30 mm y puede operar en situaciones NBQ.
- FV107 Scimitar: Vehículo blindado ligero de reconocimiento, equipado con un cañón de 30 mm.

### Artillería y defensa aérea
- MLRS: Multilanzador de misiles, visto en combate por primera vez en 1991 durante la guerra del Golfo.
- AS-90 Braveheart: Pieza ATP de 155 mm, se vio en combate en la I guerra del Golfo 1991 y en la Operación Telic de 2003.
- Cañón ligero L118: Cañón de 105 mm usado por unidades ligeras del ejército y por los Reales Marines.
- Rapier: Sistema de defensa antiaérea, ha sido muy exportado después de su servicio en Malvinas.
- Startreak: Misil antiaéreo, puede ser usado por un soldado o montado en un vehículo.

### Aviones y helicópteros[4]
- Westland APACHE AH Mk1: Helicóptero antitanque que está remplazando a los helicópteros Lynx en ese campo.
- Leonardo Wildcat AH1: Helicópteros que tienen diversas tareas en el Ejército, desde el transporte de tropas hasta el ataque a carros blindados equipados con 8 misiles TOW.
- Bell 212: Helicóptero de transporte medio, bimotor y con rotor principal de dos palas.

## Organización regular del Ejército británico
Organización operacional
- Cuartel General de las Fuerzas Terrestres
  - Mando del Ejército de Campo
    - División Acorazada 1
      - Brigada Mecanizada 4
      - Brigada Acorazada 7
      - Brigada Acorazada 20

    - División Mecanizada 3
      - Brigada Mecanizada 1
      - Brigada Mecanizada 12
      - Brigada Ligera 19
      - Brigada de Infantería 52

    - División Provisional 6
    - Fuerza de Tropas del Teatro
      - Regimiento 16, Artillería Real
      - Brigada Logística 101
      - Brigada Logística 102
      - Brigada Apoyo Logístico 104
      - Brigada de Señales 1
      - Brigada de Artillería 1
      - Brigada de Inteligencia Militar 1
      - Brigada de Sanidad 2
      - Brigada de Ingenieros 8

    - Mando de Desarrollo y Fuerza de Entrenamiento
    - Mando Conjunto de Helicópteros
      - Brigada de Asalto Aérea 16

  - Mando de las Fuerzas Regionales
    - 2.ª División
      - Brigada 15
      - Brigada 38
      - Brigada 42
      - Brigada 51

    - 4.ª División
      - Brigada 2 (Sureste)
      - Brigada 43
      - Brigada 145 (Sur)

    - 5.ª División
      - Brigada 49 (Oriente)
      - Brigada 143
      - Brigada 160

    - Distrito Militar de Londres
      - Unidades del Ejército Regular
        - Tropa SM el Rey, Artillería Real a Caballo
        - Regimiento a Caballo de la Caballería de la Casa de SM la Reina
        - Regimiento Guardias Granaderos
        - Regimiento Guardias Irlandeses
        - Compañía F, Regimiento Guardias Escoceses

      - Unidades del Ejército Territorial
        - Honorable Compañía de Artillería
        - Regimiento Londres del E. T., Reserva de la División de la Casa de SM la Reina
        - Yeomanria Real
        - Regimiento de Artillería Yeomanria 106, Artillería Real
        - Regimiento de Transportes 151
        - Escuadrón Independiente Geographica 135, Ingenieros Reales

## Escalas de mandos en el Ejército británico
| Divisas de los cuerpos de mando | Divisas de los cuerpos de mando | Divisas de los cuerpos de mando | Divisas de los cuerpos de mando | Divisas de los cuerpos de mando    | Divisas de los cuerpos de mando | Divisas de los cuerpos de mando | Divisas de los cuerpos de mando | Divisas de los cuerpos de mando | Divisas de los cuerpos de mando | Divisas de los cuerpos de mando |
| Mariscal de campo FM            | General Gen                     | Teniente general Lt Gen         | Mayor general Maj Gen           | General de brigada, brigadier Brig | Coronel Col                     | Teniente coronel Lt Col         | Mayor Maj                       | Capitán Capt                    | Teniente Lt                     | Teniente 2.º 2Lt                |
| OF-10                           | OF-9                            | OF-8                            | OF-7                            | OF-6                               | OF-5                            | OF-4                            | OF-3                            | OF-2                            | OF-1b                           | OF-1a                           |
| ------------------------------- | ------------------------------- | ------------------------------- | ------------------------------- | ---------------------------------- | ------------------------------- | ------------------------------- | ------------------------------- | ------------------------------- | ------------------------------- | ------------------------------- |
|                                 |                                 |                                 |                                 |                                    |                                 |                                 |                                 |                                 |                                 |                                 |

|  |  |  |  |  |  |

|  | No tiene | No tiene |

## Uniformes del Ejército británico
Los uniformes de campaña y cuartel son fundamentalmente los característicos de la OTAN, en colores discretos y de camuflaje sin muchas insignias. En los uniformes de gala y parada, existe una abundante gama de colorido, insignias y medallas.
Sobresalen los uniformes rojos de muchos regimientos británicos.

## El soldado británico
Desde la Primera Guerra Mundial el soldado británico es conocido con el sobrenombre de Tommy. La historia del sobrenombre puede leerse en el artículo "Tommy Atkins" de la Wikipedia en inglés.